# Morgny
Morgny ist eine französische Gemeinde mit 663 Einwohnern (Stand 1. Januar 2022) im Département Eure in der Region Normandie (vor 2016 Haute-Normandie). Sie gehört zum Arrondissement Les Andelys und zum Kanton Gisors. Die Einwohner werden Morgnysiens genannt.

## Geographie
Morgny liegt etwa 60 Kilometer ostsüdöstlich von Rouen. Umgeben wird Morgny von den Nachbargemeinden Lilly und Bosquentin im Norden, Bézu-la-Forêt im Nordosten, Longchamps im Osten und Südosten, Nojeon-en-Vexin im Süden, La Neuve-Grange im Süden und Südwesten, Puchay im Südwesten und Westen sowie Lyons-la-Forêt im Westen.

## Bevölkerungsentwicklung
| Jahr                       | 1962 | 1968 | 1975 | 1982 | 1990 | 1999 | 2006 | 2020 |
| Einwohner                  | 432  | 401  | 355  | 382  | 375  | 410  | 512  | 673  |
| Quellen: Cassini und INSEE |      |      |      |      |      |      |      |      |

## Sehenswürdigkeiten

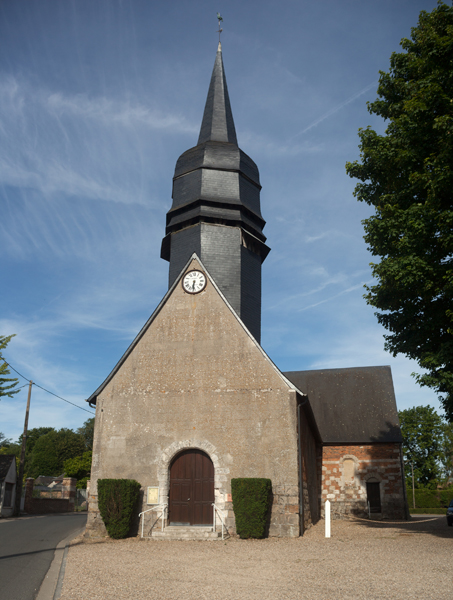
Kirche Notre-Dame

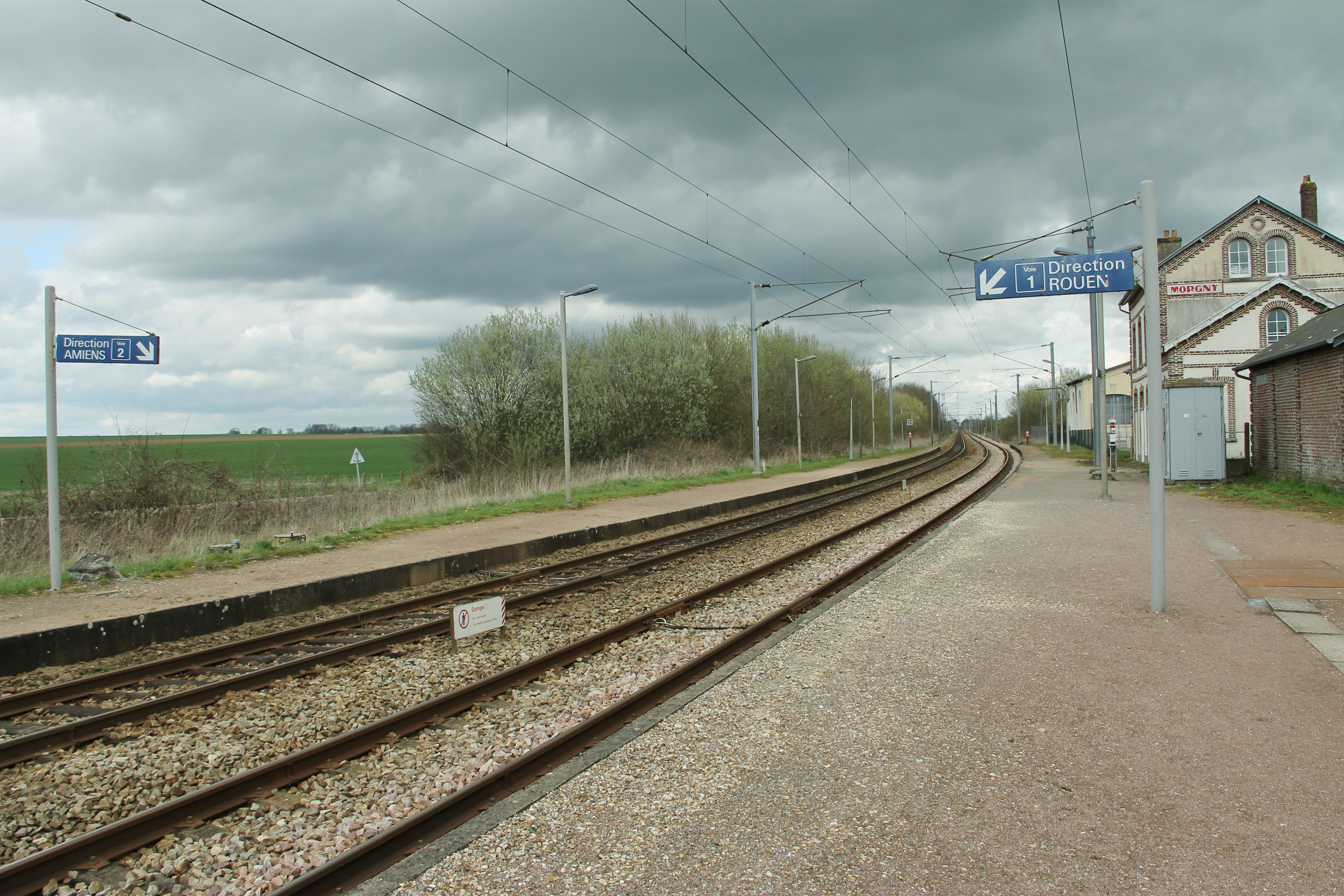
Bahnstation Morgny

- Kirche Notre-Dame